# 보르만
보르만(Bornemann)은 독일에 본사를 두고 있는 스마트 나사 제조 기업로 1964년 창립 후 고객 맞춤형 나사 스핀들을 생산하는 기업이다. 현재 보르만은 독일에서만 제품을 생산하고 있으며 국제표준화기구에서 제정 및 시행하고 있는 품질경영시스템 인증인 ISO 9001 인증을 만든 제품만 판매중이다.

## 제품
보르만의 스마트 나사 제품은 내장된 지능형 센서를 통해 장력, 압력, 비틀림, 회전, 위치, 진동 또는 온도를 측정하여 앱을 통해 데이터를 전달해주어 산업 현장에서 오작동 등의 위험요소를 제거할 수 있어 안정적인 시스템 모니터링을 하게 해준다. 이 나사는 기계 및 설비, 공구 공사, 컨베이어 기술, 해양 및 조선업에서도 적용 가능한 제품으로 철도, 자동차, 극장 무대 및 선박용 리프팅 시스템 등 다양한 산업 현장에서 쓰일 수 있다.